# Youenn
Youenn est un prénom breton, dérivé de Iwan (légère différence de la prononciation de la première syllabe) qui est une des formes bretonnes du prénom Yves. 
Autres variantes : Yeun, Cheun.

## Personnes portant ce prénom
- Youenn Drezen, écrivain bretonnant,
- Youenn Uguen, musicien ( C.L.U.X, Moon's Law, Ethan's Law),
- Youenn Gwernig, musicien, poète et sculpteur breton,
- Youenn Landreau, musicien breton (stick chapman).
- Youenn Le Berre, musicien (groupe Gwendal).
- Youenn Dinel, Joueur d'échec élo 400 sur chess.com.

### Musique
- Youenn le marin, chanson de Gérard Jaffrès.